# ليرا تايلور
ليرا تايلور (بالإنجليزية: Lyra Taylor)‏ هي عاملة اجتماعية أسترالية، ولدت في 11 يوليو 1894، وتوفيت في 1979.